# Naana Otoo-Oyortey
Pour les articles homonymes, voir Otoo.
Naana Otoo-Oyortey est une militante sociale ghanéenne, directrice exécutive de la Fondation pour la santé, la recherche et le développement des femmes (en).

## Enfance et éducation
Otoo-Oyortey est née au Ghana. Elle a obtenu une maîtrise en philosophie à l'université du Sussex. Elle était membre de l'Institute of Development Studies (en) où elle a travaillé sur les questions de genre au Ghana. 

## Carrière
Otoo-Oyortey a travaillé à la Fédération internationale pour la planification familiale où elle a enquêté sur le mariage des enfants et la pauvreté. Elle estime que pour parvenir à l'égalité des sexes, le monde doit lutter contre la violence contre les femmes et les normes socioculturelles qui acceptent ce comportement. Elle craint que la violence domestiques n'empêche le femmes de se protéger contre les infections sexuellement transmissibles. 
Otoo-Oyortey a rejoint en 1998 la Fondation pour la santé, la recherche et le développement des femmes (en) (FORWARD), fondation à but non lucratif dirigée par des femmes de la diaspora africaine pour la santé, la recherche et le développement des femmes,, invitée par la fondatrice, Efua Dorkenoo. FORWARD est la principale agence qui œuvre pour mettre fin aux mutilations génitales féminines (MGF) au Royaume-Uni. Elle est maintenant directrice exécutive de l'organisation et a dirigé des initiatives de formation en swahili et en anglais pour que les filles deviennent des innovatrices contre la violence sexiste. Avec FORWARD, Otoo-Oyortey a mené une étude ethnographique sur les expériences des personnes affectées par les MGF. En 2009, Otoo-Oyortey a été honorée lors des honneurs d'anniversaire de la Reine 2008 pour ses «services aux femmes en matière de droits humains».

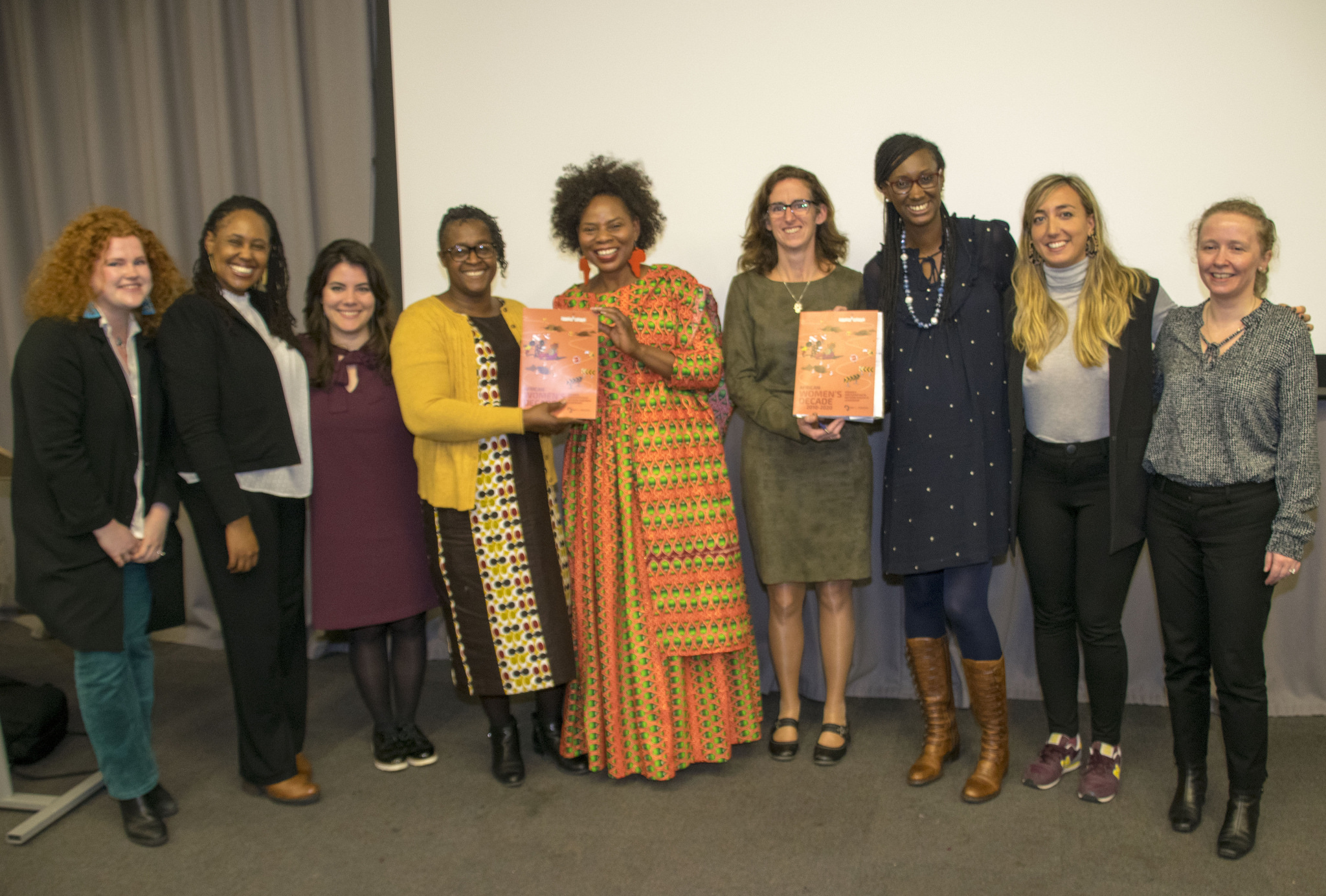
Lancement du rapport annuel de la décennie de la participation des femmes à la prise de décision et au leadership. Avec Justina Mutale, Rainatou Sow, Naana Otoo-Oyortey et Dr Anouka van Eerdewijk.

En 2014, Otoo-Oyortey a donné une conférence TEDx sur les droits des femmes et les MGF. Cette année-là, elle a été incluse dans la liste du Evening Standard des personnes les plus influentes de Londres. Elle a participé au London Girl Summit en 2014, invitant deux jeunes militantes africaines qui se battent pour mettre fin au mariage des enfants en Éthiopie et en Tanzanie. Elle a rejoint l'University College London Hospitals NHS Foundation Trust (en) (UCLH) pour ouvrir la clinique pédiatrique MGF. En 2016, FORWARD faisait partie d'une marche de fin des MGF à Bristol, que Otoo-Oyortey a décrite comme une «révolution tranquille». 
Elle a discuté de sa campagne sur Woman's Hour (en) et à l'Observatoire international des droits de l'homme,. Elle est présidente du conseil d'administration du réseau européen End FGM et membre du conseil d'administration de l'Association for Cooperative Operations Research and Development (en) (ACORD),.  